# Nikos Loverdos
Nikos Loverdos (en griego, Λοβέρδος) fue un ciclista otomano, proveniente de la comunidad griega de Esmirna. Compitió en los Juegos Olímpicos de Atenas 1896.
Loverdos participó en el evento de las 12 horas pista, sin poder finalizar la prueba. 
- Datos: Q958324